# Rosenmontag

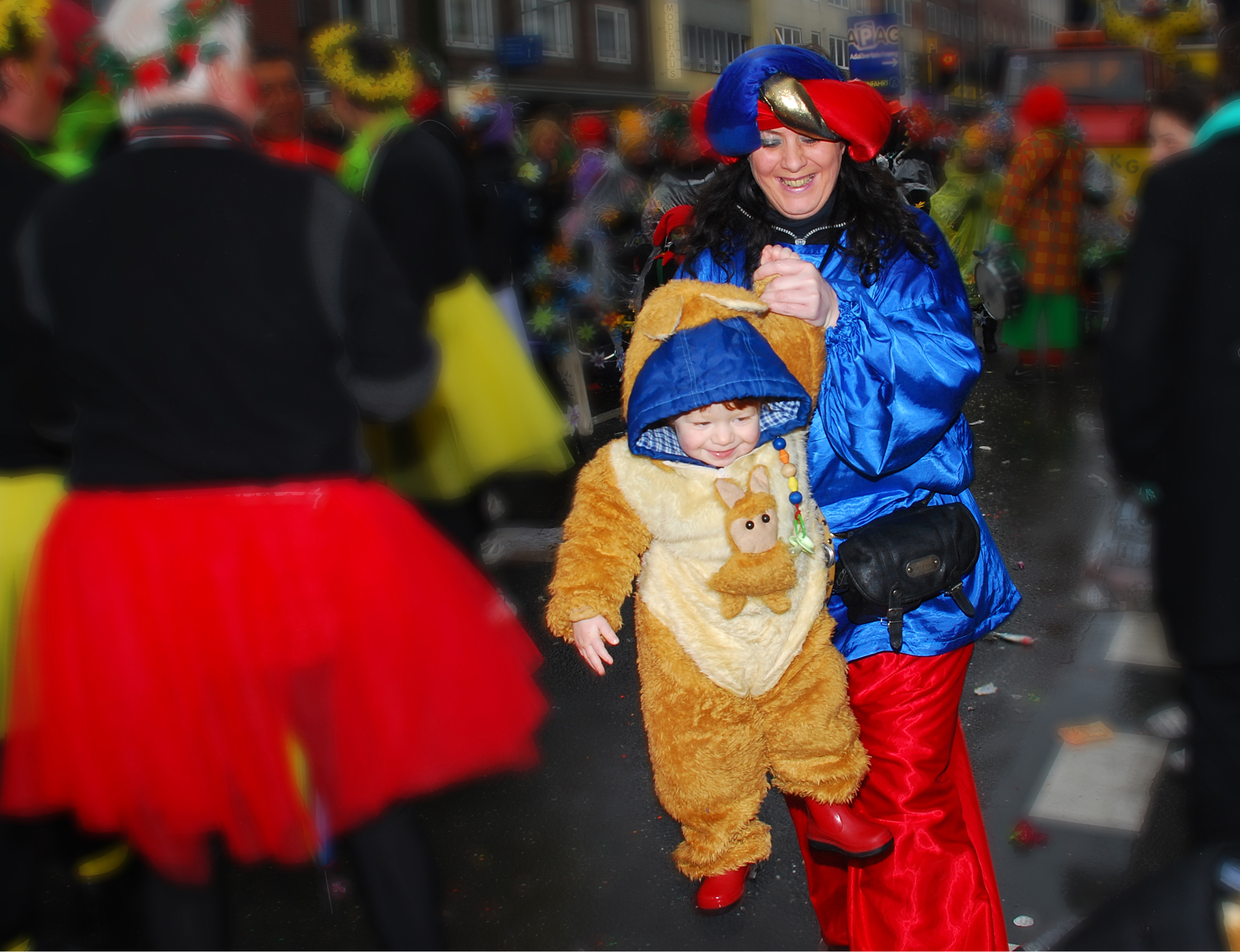
Famílies i nens disfressats durant el Rosenmontag, a Aquisgrà.

El Rosenmontag (en català: dilluns de les roses) és el moment destacat del carnaval alemany, especialment a Renània, i té lloc abans del dimecres de cendra, que és el dia que comença la quaresma. El Rosenmontag se celebra a països que parlen alemany com Alemanya, Àustria i Suïssa, però especialment en els Hochburgen (els baluards de carnaval) de Renània, especialment a Colònia, Bonn, Düsseldorf, Aquisgrà i Magúncia. En contrast amb Alemanya, a Àustria el moment destacat del carnaval no és el Rosenmontag, sinó el Faschingsdienstag (el dimarts de carnaval).
La temporada de carnaval comença a les onze hores i onze minuts de l'onze de novembre, però el carnaval als carrers comença el dijous abans del Rosenmontag, que és conegut com el Weiberfastnacht (carnaval de les dones), conegut com a dijous gras o dijous llarder en l'àmbit català. El carnaval se celebra a les àrees de tradició Catòlica Romana i és una continuació de les tradicions romanes antigues en què esclaus i criats eren mestres per un dia. Carnaval deriva del llatí carnem levare ("abandonar la carn") i es marca el principi de la quaresma.5
El carnaval no és un dia festiu a Alemanya, però en moltes regions no hi ha classes durant el Rosenmontag i el dimarts següent. Moltes escoles i empreses donen lliure també el dijous anterior al carnaval i solen tenir celebracions en el Weiberfastnacht. Però, aquesta és una tradició que moltes empreses tracten d'eliminar. Les celebracions normalment inclouen disfresses elegants, danses, desfilades, carrosses i ingesta pública de begudes. A cada ciutat s'organitza una desfilada de carrosses en què es fa referència als temes d'actualitat. Normalment es reparteixen llaminadures (Kamelle) i tulipes a la gent que omple els carrers i es fan crits amb les paraules Helau o Alaaf segons la regió. Les celebracions són més calmades el dimarts i culminen en el Aschermittwoch (dimecres de cendra).